# Comet Lucifer
Comet Lucifer (コメット・ルシファー Kometto Rushifā?), es un anime original de 12 episodios producida por 8-Bit y dirigida por Yasuhito Kikuchi. Fue emitido entre el 4 de octubre y el 20 de diciembre de 2015.

## Sinopsis
Gift es un mundo donde cristales azules brillantes conocidos como Giftium están enterrados bajo el suelo. Un chico joven llamado Sōgo Amagi vive en el próspero pueblo de Garden Indigo. Sōgo, cuyo hobby es recolectar cristales raros, un día se encuentra envuelto en una disputa en medio de sus compañeros de clases Kaon, Roman y Otto. El cae en las profundidades de las ruinas de una mina y descubre un lago subterráneo. Allí, Sōgo conoce a una misteriosa chica de cabello azul y ojos rojos llamada Felia y su encuentro destinado es el comienzo de una nueva aventura con su recién formado vínculo.

## Personajes
Sōgo Amagi (ソウゴ・アマギ Sōgo Amagi?)
Seiyū: Yūsuke Kobayashi
El protagonista principal. Él es un chico es extático que le gusta recolectar cristales raros como su hobby, una fascinación que heredó de su madre Ena. El quiere probar una de las teorías de su madre acerca de la existencia de cierta gema roja llamada Lucifer. Él tiene la tendencia de actuar imprudentemente. Después de encontrar a Felia en una cueva, él va en varias aventuras con sus amigos Kaon, Roman y Otto. Él se enamora de Felia y ambos se confiesan sus sentimientos uno a otro en el episodio final, antes de la desaparición de Felia, quien le deja una gema rosa como un recuerdo para el. Después, él se convierte en profesor y continua su ambición de buscar piedras mientras una estrella rosa brilla en el cielo, siempre sobre el, marcando la presencia de Felia.
Felia (フェリア Feria?)
Seiyū: Ayaka Ōhashi
La heroína Principal. Ella es una misteriosa chica de cabello azul y ojos rojos encontrada por Sōgo en una cueva. Ella tiene el poder de la telekinesis. Luego se revela de que ella es la encarnación del planeta. Ella en algún momento se enamora de Sōgo. Ambos se confiesan sus sentimientos uno a otro en el episodio final, donde ella se sacrifica para salvar el planeta y Sōgo y deja atrás una gema rosa como un recuerdo para Sōgo prometiendo que siempre va a estar con el. Luego una estrella rosa brilla en el cielo, siempre sobre Sōgo, marcando la presencia de Felia.
Kaon Lanchester (カオン・ランチェスター Kaon Ranchesutā?)
Seiyū: Rie Takahashi
Una amiga de Sōgo en la escuela. Ella es la anterior prometida de Roman a través de un matrimonio arreglado. Ella está enamorada de Sōgo. Ella luego se casa con Roman y se muestra que tuvieron hijos en los créditos finales de la serie.
Roman Valov (ロマン・ヴァロフ Roman Varofu?)
Seiyū: Takuma Terashiga
Un amigo de Sōgo en la escuela. Él es el prometido de Kaon a través de un matrimonio arreglados pero rompe el compromiso en el episodio 10, el posee un mecha. El luego se casa con Kaon y se muestra que tuvieron hijos al final de la serie.
Otto Motō (オット・モトー Otto Motō?)
Seiyū: Ayaka Suwa
El mayordomo de Roman.
Mo Ritika Tzetzes Ura (モ・リティカ・ツェツェス・ウラ Mo Ritika Tsetsesu Ura?)
Seiyū: Inori Minase
Una serpiente de cristal que le sirve a Sōgo y a Felia. Llamada Moura para acortar, ella se puede transformar en un mecha cuando siente peligro. Ella principalmente esta allí para mantener los poderes de Felia a raya.
Hajime Do Mon (ハジメ・ド・モン Hajime Do Mon?)
Seiyū: Kenta Miyake
Propietario de un café y el cuidador de Sōgo. El previamente fue un investigador que trabajo de manera cercana con la madre de Sōgo Ena, pero el dejó la profesión después de que Ena murió por el cristal rojo que posee una enorme cantidad de poder. Desde entonces, él ha sido dueño de un café y ha criado a Sōgo. En el episodio 9, muere debido a ser atravesado por una espada.
Malvina Aniance (マルヴィナ・アニアンス Maruvina Aniansu?)
Seiyū: Suzuko Mimori
Jude Pryce (ジュード・プライス Juudo Puraisu?)
Seiyū: Sho Hayami
Gus Stewart (ガス・スチュワート Gasu Suchuwaato?)
Seiyū: Kenji Hamada
Patrick Yang (パトリック・ヤン Patorikku Yan?)
Seiyū: Mutsumi Tamura
Alfried Macallan (アルフリード・マッカラン Arufuriido Makkaran?)
Seiyū: Junji Majima
Vincent Dudley (ヴィンセント・ダドレー Vinsento Dadoree?)
Seiyū: Hisao Egawa
Lilian Anatolia (リリアン・アナトリア Ririan Anatoria?)
Seiyū: Tomo Muranaka
Gulf Zoneboyle (ガルフ・ゾーンボイル Garufu Zoonboiru?)
Seiyū: Hidekatsu Shibata
Ena Amagi (エナ・アマギ Ena Amagi?)
Seiyū: Mamiko Noto
Gwen Gou (グエン・ゴウ Guen Gou?)
Seiyū: Sho Nogami

## Anime
El anime de Comet Lucifer es producido por 8-Bit y dirigido por Yasuhito Kikuchi, con Atsushi Nakayama sirviendo como el director de la serie. La serie se transmitió en Japón entre el 4 de octubre y el 20 de diciembre de 2015 en Tokyo MX. El guion es escrito por Yūichi Nomura, quien originalmente concibió la serie. El animador en jefe Yūichi Takahashi también es el diseñador de personajes. Takayuki Yanase es el diseñador mecánico. El sonido y la música son dirigidos por Jin Aketawa, y la música es compuesta por Tatsuya Kato. El opening es "Comet Lucifer (The Seed and the Sower)" (コメットルシファー 〜The Seed and the Sower〜?) interpretado por Fhana y el ending es "Oshiete Blue Sky" ((おしえてブルースカイ?) interpretado por Ayaka Ōhashi. Una serie de cortos del anime titulada Garden Indigo no Shasō Kara (ガーデン・インディゴの車窓から lit. Desde la ventana de Garden Indigo?) se estrenó en la compilación de volúmenes Blu-ray que empezó el 29 de enero de 2016.

### Lista de Episodios
| #  | Título | Fecha de emisión        |
| -- | --- | ----------------------- |
|    | |                         |
| 1  | «El chico y la vasta tierra» «Daichi to shōnen» (大地と少年) Hispanoamérica: «El chico y la vasta tierra»       | 4 de octubre de 2015    |
| 2  | «Bajo un techo» «Hitotsu yane no shita de» (一つ屋根の下で) Hispanoamérica: «Bajo el mismo techo»               | 11 de octubre de 2015   |
| 3  | «Garden Indigo» «Gāden Indigo» (ガーデン・イソディゴ) Hispanoamérica: «Garden Indigo»                           | 18 de octubre de 2015   |
| 4  | «Tormenta» «Arashi» (嵐) Hispanoamérica: «Tormenta»                                                             | 25 de octubre de 2015   |
| 5  | «Las almas vienen juntas» «Kasanaru tamashii» (重なる魂) Hispanoamérica: «Almas que se unen»                    | 1 de noviembre de 2015  |
| 6  | «Flower boy» «Furawā bōi» (フラワーボーイ) Hispanoamérica: «El chico de las flores»                             | 8 de noviembre de 2015  |
| 7  | «Lugar para calentarse» «Nukumori no basho» (温もリの場所) Hispanoamérica: «Un lugar cálido»                    | 15 de noviembre de 2015 |
| 8  | «Camino» «Michi» (道) Hispanoamérica: «Camino»                                                                  | 22 de noviembre de 2015 |
| 9  | «El sentimiento que debe ser cargado» «Tsutaetai kokoro» (伝えたい心) Hispanoamérica: «Sentimientos reprimidos» | 29 de noviembre de 2015 |
| 10 | «El Altar del Abismo» «Shin'en no saidan» (深淵の祭壇) Hispanoamérica: «El Altar del Abismo»                    | 6 de diciembre de 2015  |
| 11 | «El ángel caído» «Ochita tenshi» (堕ちた天使) Hispanoamérica: «El ángel caído»                                  | 13 de diciembre de 2015 |
| 12 | «El chico y el planeta» «Hoshi to shōnen» (星と少年) Hispanoamérica: «El chico y el planeta»                    | 20 de diciembre de 2015 |